# 부정승차

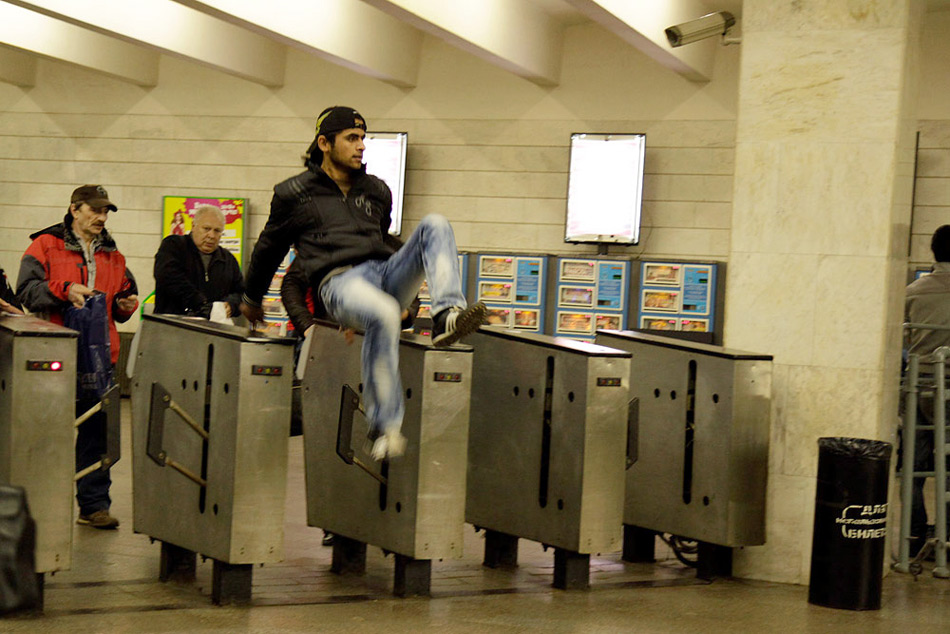
무임승차를 하고있는 모습

부정승차(不正乘車, 영어: fare evasion)는 부정한 방법으로 내야 할 운임보다 적은 돈만 내고 타는 것이다. 돈을 내지 않고 타는 무임승차(無賃乘車, 영어: Free riding)도 이에 속한다.

## 사례

### 지하철
- 청소년이 어린이용 교통카드를 사용하거나 만19세 이상의 어른이 청소년 또는 어린이용 교통카드를 사용할 경우
- 앞사람이 교통카드를 태그하면 뒷사람이 바짝붙어서 가거나 끼어들어 탑승하는 경우
- 승차권 없이 개집표기를 월담하거나 허락없이 비상게이트로 승차하는 경우
- 승차권을 개표하지 않고 승차하거나 무임권 대상자가 승차권을 소지하지 않고 승차하는 경우
- 장애인 혹은 경로우대 승차권(무임교통카드)를 빌려서 사용하는 경우
- 타인의 신분증으로 승차권을 발매하는 경우
- 유효하지 않거나, 도난, 분실 등 사고 처리된 교통카드를 사용하였을 경우
- 역사 역무원의 승차권이나 교통카드 및 신분증 검사 요구했는데 협조하지 않았을 경우
- 사망자 정보가 입력되기 전까지 사망자 명의의 교통카드로 승차하는 경우

### 버스
- 현금으로 요금을 낼 때 표준 요금보다 적게 내는 행위(이제 이 방법은 통하지 않는다.)
- 지폐를 낼 때 반으로 찢어진 지폐, 위조지폐, 외국 지폐, 장난감 지폐 등을 사용하는 행위(이제 이 방법은 통하지 않는다.)
- 교통카드를 단말기에 태그하지 않는 행위(요금을 지불하지 않은 경우)
- 현금을 적게 내거나 훼손·반쪽 지폐로 지불하는 행위(이제 이 방법은 통하지 않는다.)
- 초과운임을 회피할 목적으로 카드를 미리 태그하는 행위(초과요금 운임을 회피할 목적으로 교통카드를 미리 하차(태그)하는 등 카드를 부정하게 사용하는 경우)
- 혼잡한 틈을 타 버스 뒷문으로 승차하고 운임을 지불하지 않는 행위

### 기차
- 승차권 없이 승차 또는 하차하는 경우
- 휴대전화 등으로 위조한 승차권을 사용하는 경우
- 승차권 없이 승차 후 검표원 피해 화장실로 숨는 경우[2]

## 대처

### 대한민국
부정승차의 경우 약관이나 법령에 의해 가산금을 부과하는 것이 일반적이다. 대한민국에서는 도시 철도나 수도권 전철 등의 통근전철에서는 30배가 부가되며, 전철 교통카드의 경우 교통카드가 안 찍힌 경우는 도착역에서 원래의 운임만을 지불한다. 한국철도공사의 여객열차에서는 자진신고시 0.5배, 검표적발시 30배, 무고의성 검표적발시 1배를 부가한다. 2012년 6월부터는 서울특별시의 버스에서도 부정승차 시 30배를 부과하기로 결정하였다. 특히 서울역의 경우 경의선 - 1호선, 4호선, 공항철도 환승할때 1회용 교통카드, 정기권을 이용하는 사람이 흔하며, 이러한 방법도 부정승하차에 해당된다.

### 대한민국 이외 국가
대한민국 이외 국가에서도 해당 운임과 부가금을 받는 것이 일반적이다. 나라에 따라 다르지만 대표적인 국가들의 부가비율은 홍콩 333배, 미국 83배, 프랑스 70배, 독일 50배, 일본 2~19배 등이 부가된다.

## 같이 보기
- 밀항